# Медијска награда ГЛААД
Медијска награда ГЛААД (енгл. GLAAD Media Award) је признање које додељује ГЛААД како би препознао и одао почаст различитим гранама медија због њиховог изванредног представљања лизбејске, геј, бисексуалне и трансродне (ЛГБТ+) заједнице и питања која утичу на њихове животе. Поред филма и телевизије, наградама се признају и достигнућа у другим гранама медија и уметности, као што су позориште, музика, новинарство и оглашавање.